# Ricardo López Cabrera
Ricardo López Cabrera – hiszpański malarz pochodzący z Andaluzji.

## Życiorys
Studiował w Akademii Sztuk Pięknych w Sewillii, jego nauczycielami byli Eduardo Cano i José Jiménez Aranda. W 1887 wyjechał na stypendium do Rzymu, gdzie spędził 4 lata. W tym okresie powstało dzieło Gladiador (1888, Muzeum Sztuk Pięknych w Sewilli).
Po powrocie do Sewilli ożenił się 2 października 1895 z Rosario, córką jego mistrza José Jiménez Aranda. Brał udział w licznych wystawach krajowych i międzynarodowych. Otrzymał III Medal na prestiżowej Krajowej Wystawie Sztuk Pięknych w 1892 i 1895. W 1906 został członkiem Akademii Sztuk Pięknych w Sewillii. W 1909 zamieszkał w Argentynie, w mieście Córdoba, gdzie uczył i malował. W latach 1911–1923 mieszkał w Buenos Aires.
W 1923 wrócił do Hiszpanii. Poświęcił 5 lat na namalowanie serii 15 kostumbrystycznych tryptyków przedstawiających różne regiony Hiszpanii, takie jak: Andaluzja, Aragonia, Asturia, Baleary, Wyspy Kanaryjskie, Kastylia, Katalonia, Estremadura, Galicja, León, Murcja, Nawarra, i Walencja. Każdy tryptyk składa się z centralnego płótna o wymiarach: 1.25 × 1.50 m i dwóch bocznych o wymiarach 1.10 × 0.85, wszystkie zostały namalowane w plenerze, bez udziału zawodowych modeli. Zostały wystawione w 1928 w Círculo de Bellas Artes w Madrycie.
Początkowo wzorował się na malarstwie Marià Fortuny, później zainteresował się luminizmem Sorolli. Pod wpływem podróży do Maroka namalował także kilka dzieł inspirowanych orientalizmem.
Jego syn José López Jiménez, znany pod pseudonimem Bernardino de Pantorba, został malarzem i krytykiem sztuki.

## Dzieła
- El Gladiador (1888)
- El cuento del abuelo (1890)
- La nana (1895)
- Por la Patria (1897)
- El mercado de Sevilla (1897)
- La pisa de uva en Andalucía (1903)
- Cargando el barco (1907)
- Dulce sueño (1913)
- Ranchos argentinos (1918)
- El comedor de los pobres (1920)
- Retrato de José Jiménez Aranda